# Stade principal Asiad d'Incheon
Le stade principal Asiad d'Incheon (en coréen : 인천아시아드주경기장) est un stade multi-usages situé à Incheon en Corée du Sud et inauguré le 1er juillet 2014.

## Histoire
Il dispose d'une piste d'athlétisme et sert de stade principal des Jeux asiatiques de 2014. Sa capacité initiale est de 60 000 spectateurs qui sera ultérieurement réduite à 30 000 places.
Il a été conçu par l'agence d'architecture Populous.